# Bruce McCandless
Bruce McCandless II (* 8. Juni 1937 in Boston, Massachusetts; † 21. Dezember 2017 in Los Angeles) war ein US-amerikanischer Astronaut. Er war der erste Mensch, der ohne Sicherungsleine frei im Weltraum schwebte.

## Leben

### Frühes Leben
Bruce McCandless II war der Sohn des US-Navy-Offiziers Bruce McCandless (1911–1968), der während des Zweiten Weltkrieges mit der Medal of Honor ausgezeichnet wurde. McCandless besuchte die High School in Long Beach im Bundesstaat Kalifornien. Nach einem Studium der Elektrotechnik an der Universität Stanford erlangte er einen Abschluss in Betriebswirtschaft. Im Jahr 1958 absolvierte McCandless die US-Marineakademie in Annapolis, Maryland, wo er Zweitbester von 899 Absolventen in seinem Jahrgang wurde. Anschließend wurde er in Pensacola, Florida, und in Kingsville, Texas, zum Marinepiloten ausgebildet. Nach Abschluss seiner Ausbildung im Jahr 1960 diente er unter anderem auf den Flugzeugträgern Forrestal und Enterprise. Im Jahr 1964 arbeitete er zeitweise als Fluglehrer bei der Marine.

### Raumfahrertätigkeit
McCandless bewarb sich bei der NASA als Astronaut und wurde im April 1966 mit 18 anderen als Mitglied der fünften Astronautengruppe vorgestellt.
Bei den Mondflügen von Apollo 10 und Apollo 11 im Jahre 1969 arbeitete er als Verbindungssprecher (Capcom). In dieser Funktion begleitete er den Ausstieg von Neil Armstrong und Buzz Aldrin auf die Mondoberfläche. Im August 1969 wurde er in die Unterstützungsmannschaft von Apollo 14 berufen und arbeitete während des Fluges vom 31. Januar bis zum 9. Februar 1971 ebenfalls als Capcom.
Seine erste Nominierung für eine Reservemannschaft erhielt McCandless am 19. Januar 1972, als er zum Reservepilot für die erste Skylab-Besatzung Skylab 2 ernannt wurde. Dabei kam er nicht zum Einsatz, und so endete das Apollo-Programm, ohne dass er einen Weltraumflug absolvieren konnte.
McCandless wechselte anschließend zum Space-Shuttle-Programm und konzentrierte sich dort auf die Entwicklung eines Raketentornisters (Manned Maneuvering Unit, MMU), der erlauben sollte, sich bei Außenbordeinsätzen ohne Sicherungsleine zu bewegen.

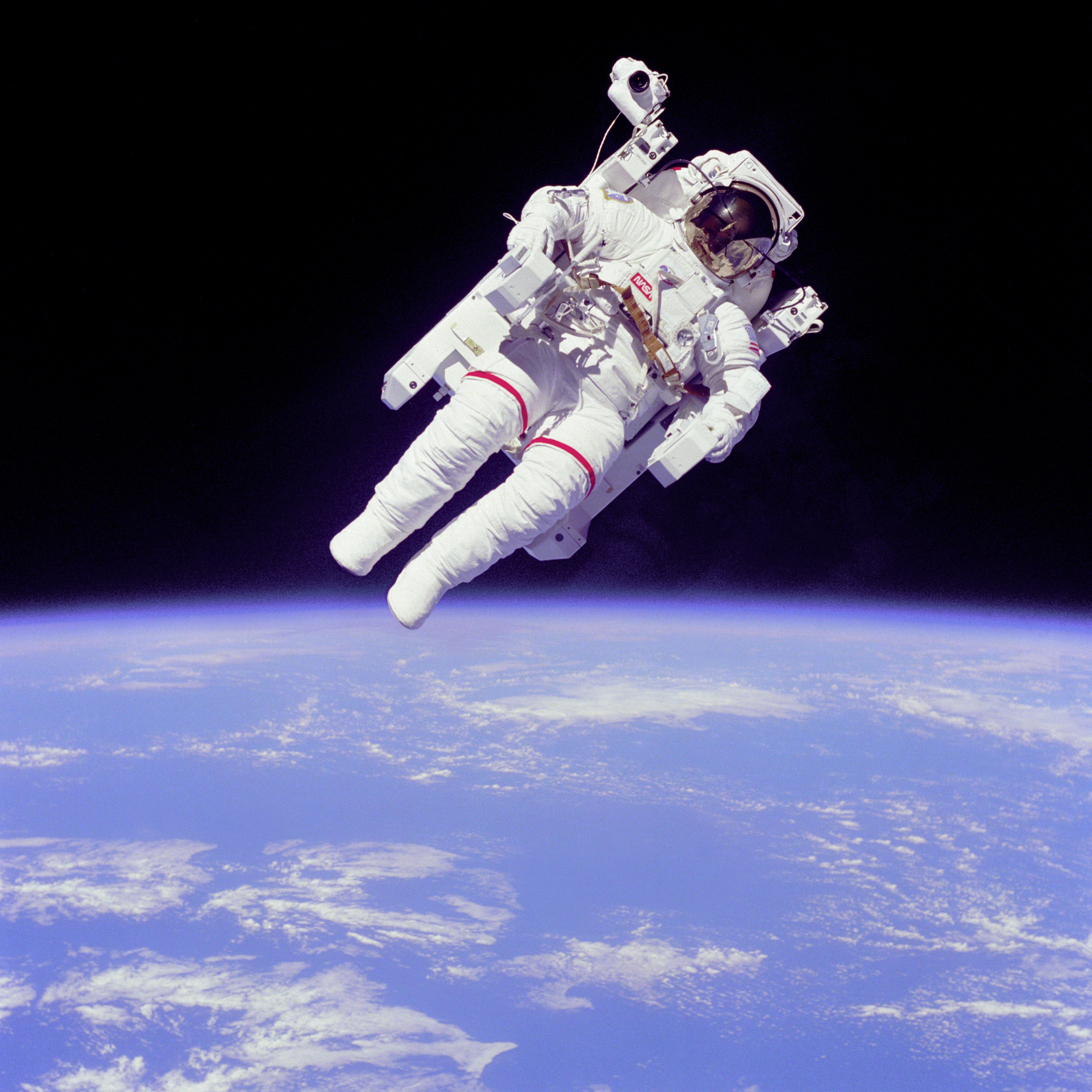
McCandless schwebt dank seines MMU bei einem Außenbordeinsatz während STS-41-B frei und ohne Sicherungsleine im All (1984)

McCandless startete am 3. Februar 1984 mit der Raumfähre Challenger zur Mission STS-41-B. Zusammen mit Robert Stewart testete er die MMU, wobei er am 7. Februar den ersten Testflug unternahm. McCandless war damit der erste Mensch, der völlig frei im Weltraum schwebte.
Bei der wegen des Challenger-Unglücks abgesagten Atlantis-Mission STS-61-J sollte McCandless im Oktober 1986 auf seinem zweiten Raumflug das Hubble-Weltraumteleskop aussetzen. Diese Mission wurde im April 1990 mit der Raumfähre Discovery wiederum mit McCandless an Bord bei der Mission STS-31 nachgeholt.
Am 31. August 1990 verließ McCandless die NASA. Später arbeitete er für Martin Marietta, die 1995 in die Firma Lockheed Martin überging.

### Persönliches
Bruce McCandless war verheiratet und hatte zwei Kinder.
Im Dezember 2017 starb er im Alter von 80 Jahren.